# 瀬野村
瀬野村（せのむら）は、広島県安芸郡にあった村。現在の広島市安芸区の一部にあたる。

## 地理
- 河川：瀬野川[1]
- 山岳：八世以山[1]

## 歴史
- 1889年（明治22年）4月1日、町村制の施行により、安芸郡上瀬野村、下瀬野村が発足[2]。
- 1931年（昭和6年）4月1日、上記2村が合併し瀬野村が発足[1][3]。大字は上瀬野、下瀬野の2大字を編成[1]。この合併は、大干害による繭の不作、農産物価格の下落で困窮した村民の税負担軽減の目的で実施された[1]。
- 1934年（昭和9年）統合小学校（現広島市立瀬野小学校）の設置位置について上瀬野、下瀬野の間で紛糾し、分村運動が発生した[1]。
- 1956年（昭和31年）9月30日、安芸郡畑賀村、中野村と合併し、瀬野川町を新設して廃止された[1][3]。

## 産業
- 農業、養蚕[1]。